# アブラチャン
アブラチャン（油瀝青、学名: Lindera praecox）はクスノキ科クロモジ属の落葉低木から小高木になる1種である。葉は互生し、先は裂けず、秋に黄葉する。雌雄異株であり、黄色い小さな花が集まって早春に咲く（図1上）。類似種のダンコウバイとは異なり、花序に明瞭な柄がある。果実は直径1.5センチメートルほどの液果であり（図1下）、秋に黄褐色に熟すと不規則に裂開して種子を出す。本州（青森県日本海側）から九州、および中国南部に自生する。和名の「アブラチャン」は種子など植物体に油を多く含むことに由来し、生木でもよく燃える。古くは種子の油を行燈などの燃料とし、また材は杖やかんじきなどに用いられた。

## 名称
和名である「アブラチャン」のうち、「アブラ」は油、「チャン」は瀝青（コールタールのような粘質の油）を意味するとされ、樹皮、幹、枝葉や種子に油が多いことに由来し、生木でもよく燃え、種子も燃える。
ムラダチ（群立）、ムラダチノキ（群立木）、ズサ、ヂシャ、コヤスノキ（子安木）などの別名があるが、ムラダチは近縁種のシロモジを意味することもある。
中国名は「大果山胡椒」である。学名の種小名である praecox は、「早熟な（開花が早い）」を意味する。

## 特徴
落葉広葉樹の低木から小高木であり、ふつう幹は叢生（株立ち状）し、樹高は3–6メートル (m)、幹の直径約15センチメートル (cm) になる（図2a）。樹皮は灰褐色から茶褐色、若木・成木とも平滑で細かい皮目が多い（図2b）。一年枝は細くて緑色、無毛、二年枝は灰褐色、皮目が散生する。
冬芽は枝先に仮頂芽がつき、側芽は互生し枝に密着、仮頂芽より小さい。葉芽は細長い紡鐘形、先端はとがり、3–7枚の赤褐色で無毛の芽鱗に瓦重ね状に包まれ、葉痕のすぐ上にごく小さな副芽がある。花芽は球形、長さ4ミリメートル (mm) ほどの無毛の柄があり、葉芽の基部から上向きか横向きに2–4個つく。類似種のダンコウバイは、花芽に柄がほとんどない。葉痕はハート形から半円形で維管束痕が1または3個ある。

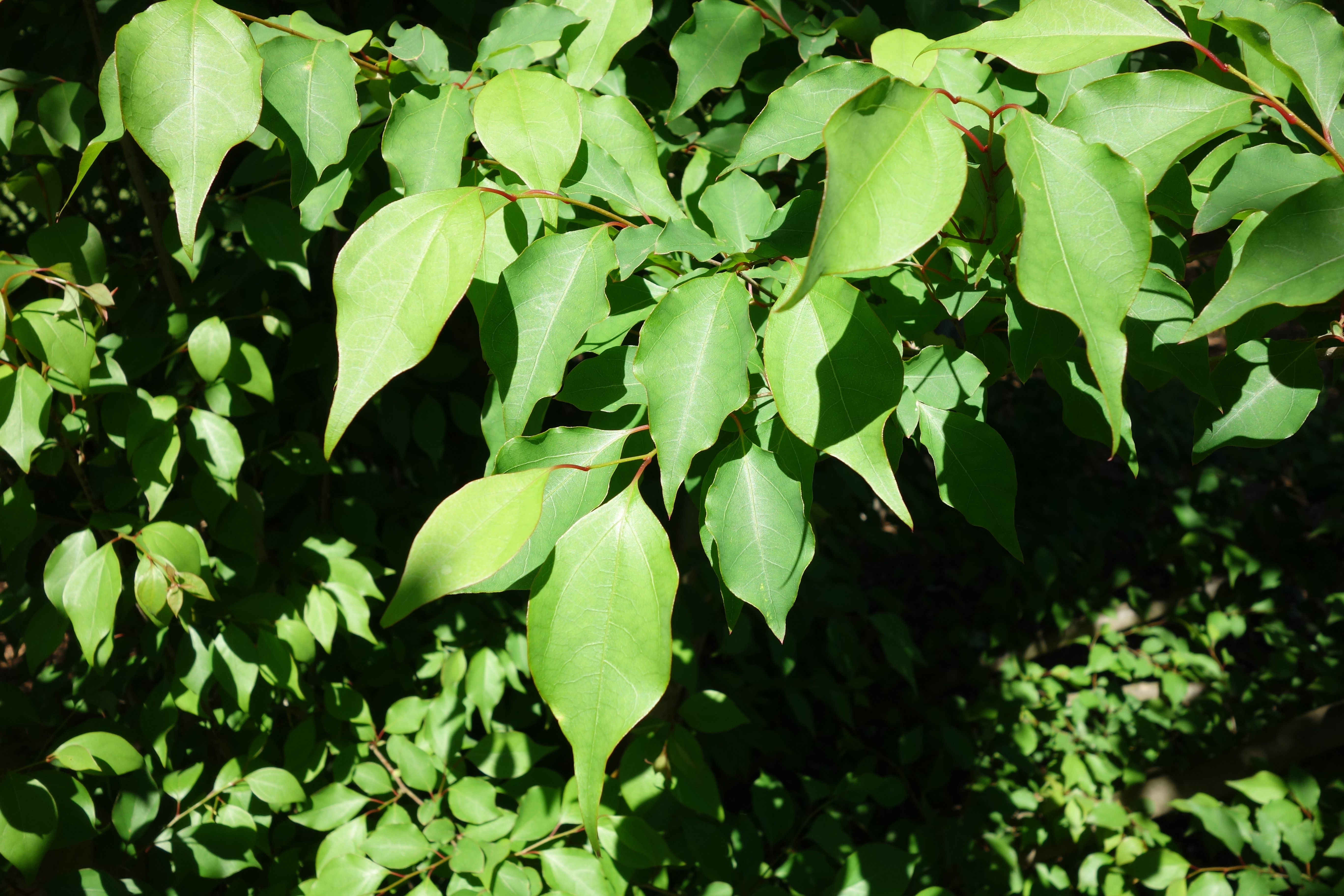
3. 枝葉

葉は等間隔に互生する（図3）。葉柄は細く長さ 5–20 mm、無毛、基部が紅色を帯びる。葉身は卵形から楕円形、4–9 × 2–4 cm、基部は急に狭まり、先端は急に鋭くとがり、全縁、洋紙質、葉脈は羽状で側脈は4–5対、表面は緑色で光沢があり無毛、裏面は淡緑色、無毛もしくは脈上に毛がある（図3）。秋に黄葉する。冬になっても枯れ葉が枝に残っていることが多い。
雌雄異株、花期は早春（3–4月）、葉の展開に先立って淡黄色の花が3–5個集まった散形花序が葉腋の短枝上に1–3個つき、総苞片は4枚、紫褐色、花序柄は無毛で長さ 3–4 mm、花柄には密毛がある（図1上, 4）。雄花・雌花とも花被片は6個、淡黄色でやや透明感があり、内面には密に毛があり、広楕円形、長さ 1.5–2.5 mm、雌花の方がやや小さい。雄花は花柄の長さ約 1.5 mm、雄しべが9個、3個ずつ3輪、葯は2室で内向、花糸は無毛、最内輪の花糸には1対の腺体がつ木、中央に不稔雌しべが1個ある（図4a）。雌花は花柄の長さ約 2 mm、仮雄しべが9個、3個ずつ3輪、最内輪の仮雄しべには1対の腺体がつき、中央に雌しべが1個、長さ約 2.5 mm、子房は球形で無毛、花柱は 0.5 mm。柱頭は小さく頭状（図4b）。

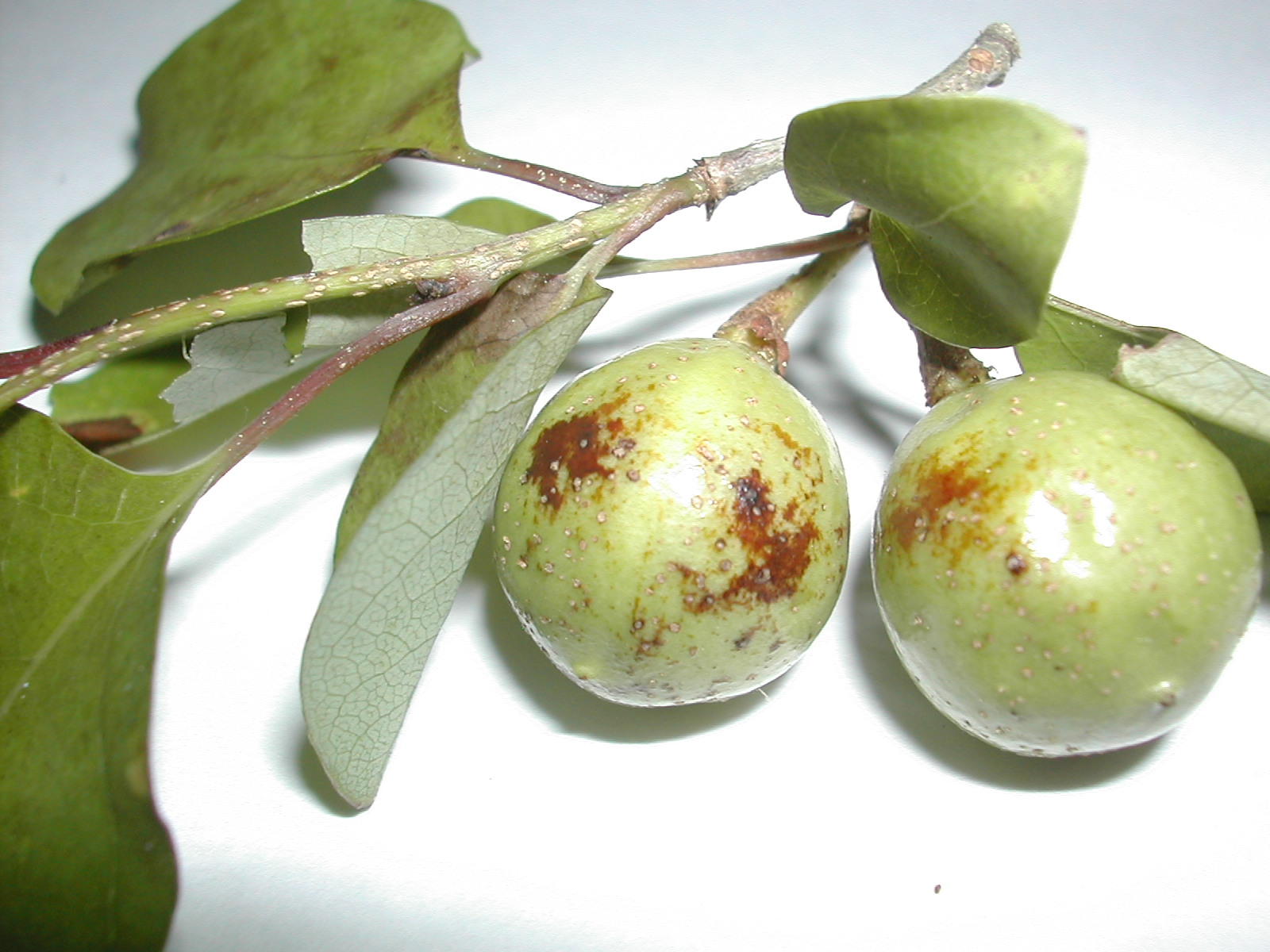
5. 果実

果実は液果、球形、直径約 1.5 cm、表面に皮目が散生し、秋（9–11月）に黄褐色に熟し、乾燥して不規則に裂けて1個の種子を出す（図1下, 5）。若い果実は割ると柑橘系の匂いがする。果柄には皮目があり、長さ 7–12 mm、先は次第に太くなる。種子は球形、赤褐色、基部から先端に向かって低い稜があり、火をつけるとしばらく燃え続けるほど油分に富む。染色体数は 2n = 24。
枝葉の精油としては、カンフル（22.60%）、酢酸ボルニル（11.56%）、カンフェン（9.18%）、リモネン（8.34%）、selinenol（7.54%）、α-ピネン（6.81%）、カリオフィレン（4.01%）、β-ピネン（3.56%）などを多く含む例が報告されている。

## 分布・生育地
日本の本州（青森県日本海側以南）、四国、九州、および中国南部に分布する。温帯下部から暖帯の山地の沢沿いや落葉樹林のやや湿った場所に自生する。

## 保全状況評価
日本では、千葉県で絶滅危惧Ⅱ類、石川県と鹿児島県で準絶滅危惧の指定を受けている。

## 人間との関わり
樹皮や種子から油を抽出し、行燈などの燃料として利用された。鬢付油としても利用された。また、材に油分が多いため、薪炭としても使われた
材は強靭であり、杖やかんじきの材料とされた。

## 分類
本州の日本海側および九州（熊本県）には葉裏の脈上に伏毛があるものがおり（同所的に無毛のものもいる）、ケアブラチャンとよばれ、変種（Lindera praecox var. pubescens Honda (1929)）または品種（Lindera praecox f. pubescens (Honda) H.Ohba (2006)）として分けることがある（分類学的に分けないこともある）。
福島県只見町長浜地区には果実が赤くなるものがあり、アカミノアブラチャンとよばれ、変種として提唱されたことがある。アカミノアブラチャンは、福島県指定の天然記念物とされる。1180年（治承4年）に以仁王が越後へ都落ちする際に只見町長浜地区で平家の追手と交戦となり切られたが、その際に散った血汐がアブラチャンの果実を赤く染めたという伝説がある。現地ではこの木をジサガラ、その果実をジサガラボッコとよぶ。
稀にシロモジとの雑種が生じ、アブラシロモジ（Lindera × paratriloba Okuhara, nom. nud.）とよばれ、分裂葉と不分裂葉が入り混じる。